# Calamus spinifolius
Calamus spinifolius är en enhjärtbladig växtart som beskrevs av Odoardo Beccari. Calamus spinifolius ingår i släktet Calamus och familjen Arecaceae. Inga underarter finns listade i Catalogue of Life.